# Hippodrome des Allègres
L'hippodrome des Allègres est un hippodrome français situé sur la commune de Montauban dans le département de Tarn-et-Garonne, en région Occitanie.

## Histoire
L'hippodrome est inauguré en 1921 en présence d'Auguste Puis, sous-secrétaire d'État de l'agriculture, Adrien Constans, député de Tarn-et-Garonne, le préfet Adrien Zévort et l'ancien sénateur Charles Capéran.

## Infrastructures
L'hippodrome des Allègres est constitué 
- d'une piste de trot sable d'une longueur de 1 120 m, et largeur 20 m[3], corde à droite.

## Manifestations
- Grand prix de la ville de Montauban[4]
- Pari Mutuel